# Lindera prattii
Lindera prattii är en lagerväxtart som beskrevs av James Sykes Gamble. Lindera prattii ingår i släktet Lindera och familjen lagerväxter. Inga underarter finns listade i Catalogue of Life.